# Jean-François Picheral
Pour les articles homonymes, voir Picheral.
Jean-François Picheral, né le 26 février 1934 à Montpellier et mort le 12 octobre 2024 à Vauvenargues, est un homme politique français, membre du Parti socialiste. Médecin radiologue de profession, il a été élu maire d'Aix-en-Provence en 1989, réélu en 1995, puis élu sénateur des Bouches-du-Rhône le 27 septembre 1998.

## Biographie
Jean-François Picheral a longtemps été médecin radiologue.
En 1989, il est élu maire d'Aix-en-Provence. Il lance plusieurs projets urbains, qui vont restructurer sa ville. La plus emblématique est la requalification du cours Mirabeau, l'axe le plus prestigieux de la ville. Il obtient l'implantation sur le plateau de l'Arbois d'une gare TGV sur la nouvelle ligne LGV Méditerranée pour desservir sa ville sans devoir passer par Marseille. Cette gare qui n'était pas prévue initialement, est l'actuelle gare d'Aix-en-Provence TGV et connaît un succès immédiat.   
En 2001, il est candidat pour un troisième mandat à l’élection municipale d’Aix en Provence. Alors que son bilan à la tête de la ville est de bon augure (62 % d'opinions positives) et que les sondages réalisés avant l’élection laissent présager qu’il serait réélu, il est battu par Maryse Joissains-Masini, la candidate sans étiquette (qui rejoint ensuite l'UMP) et épouse d’Alain Joissains, maire d'Aix de 1978 à 1983.
En 2008, il participe à la liste du socialiste Michel Pezet (PS dissident) contre la municipalité UMP sortante de Maryse Joissains-Masini, et s'oppose vivement au candidat PS officiel, Alexandre Medvedowsky. Le 9 mars lors du premier tour, sa liste obtient 10,14 % des voix. En mesure de se maintenir au second tour, Michel Pezet annonce le retrait de sa formation et appelle à voter pour le candidat PS, Alexandre Medvedowsky. M. Picheral écrira une lettre de soutien par la suite pour le candidat PS.
Jean-François Picheral meurt le 12 octobre 2024 à l'âge de 90 ans, à Vauvenargues. Il est inhumé au cimetière Saint-Pierre d'Aix-en-Provence.
Il a été mainteneur du Félibrige.

## Synthèse des mandats

### Autres mandats
- Membre de la Cour de Justice de la République
- Représentant bénévole de la Haute autorité de lutte contre les discriminations et pour l'égalité dans les Alpes-Maritimes

### Anciens mandats
- Conseiller régional de Provence-Alpes-Côte d'Azur
- Premier vice-président du Conseil général des Bouches-du-Rhône
- Maire d'Aix-en-Provence (24 mars 1989 - 18 mars 2001)
- Sénateur du département des Bouches-du-Rhône (27 septembre 1998 - 30 septembre 2008)